# Ingrid Steen
Ingrid Steen (ur. 12 grudnia 1967 w Trondheim) – była norweska piłkarka ręczna, wielokrotna reprezentantka kraju. Dwukrotna wicemistrzyni olimpijska (1988 i 1992).
Ma dwójkę rodzeństwa: Pię – piłkarkę ręczną oraz Christiana – piłkarza.